# Salt de Llubriqueto
El Salt de Llubriqueto, o Cascada dels Gémena, és un salt d'aigua que es troba en el terme municipal de la Vall de Boí, a la comarca de l'Alta Ribagorça, i dins la zona perifèrica del Parc Nacional d'Aigüestortes i Estany de Sant Maurici.
Salt del Barranc de Llubriqueto, a 2.222 metres d'altitud i d'uns 85 metres de desnivell, situat per sota de l'Estany Gémena de Baix i per damunt del Pla de la Cabana.